# سينثيا فيليسي
سينثيا فيليسي (بالإنجليزية: Cynthia Felice)‏ (12 أكتوبر 1942، شيكاغو في الولايات المتحدة)؛ روائية أمريكية.